# Ukraine pittoresque
L'Ukraine pittoresque (ukrainien : «Живописна Україна») est une série de gravures produite par le poète et artiste ukrainien Taras Chevtchenko en 1844.
Les dessins de Chevtchenko sont gravés à l'eau-forte et la série doit à l'origine se composer de douze tirages publiés chaque année. Cependant, en raison de difficultés financières, cela s'est avéré impossible et seul un album de six estampes a été achevé, qui comprenait Kiev, le monastère Saint-Michel-de-Vydoubytch, l'Assemblée des Juges, les Contes, la Vieillesse et les Dons à Tchyhryn.

## En images

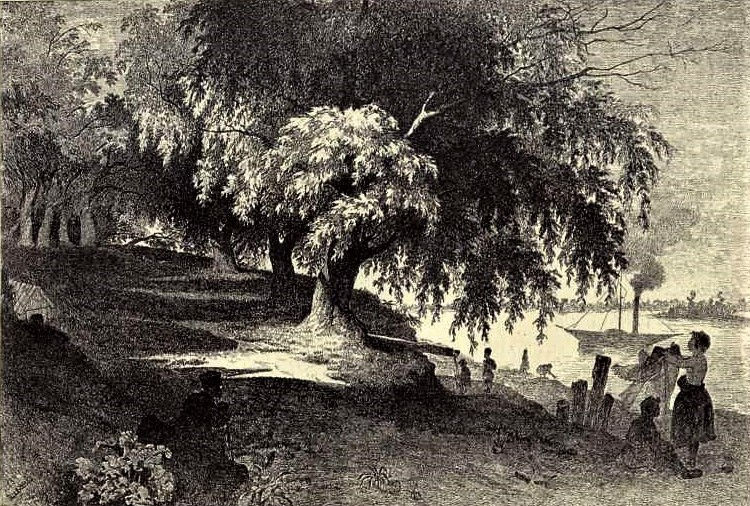
Kiev.
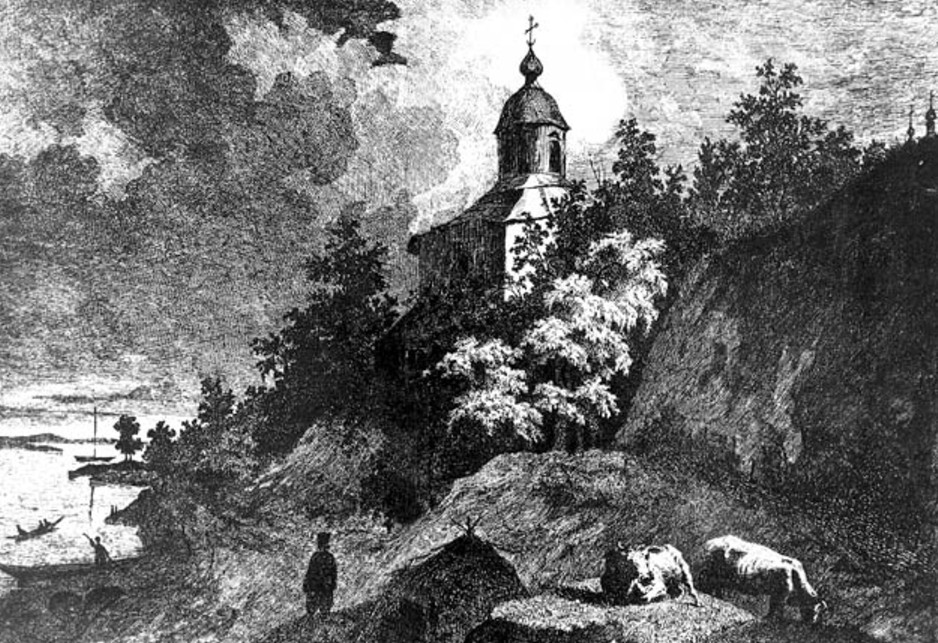
Le monastère Saint-Michel-de-Vydoubytch.
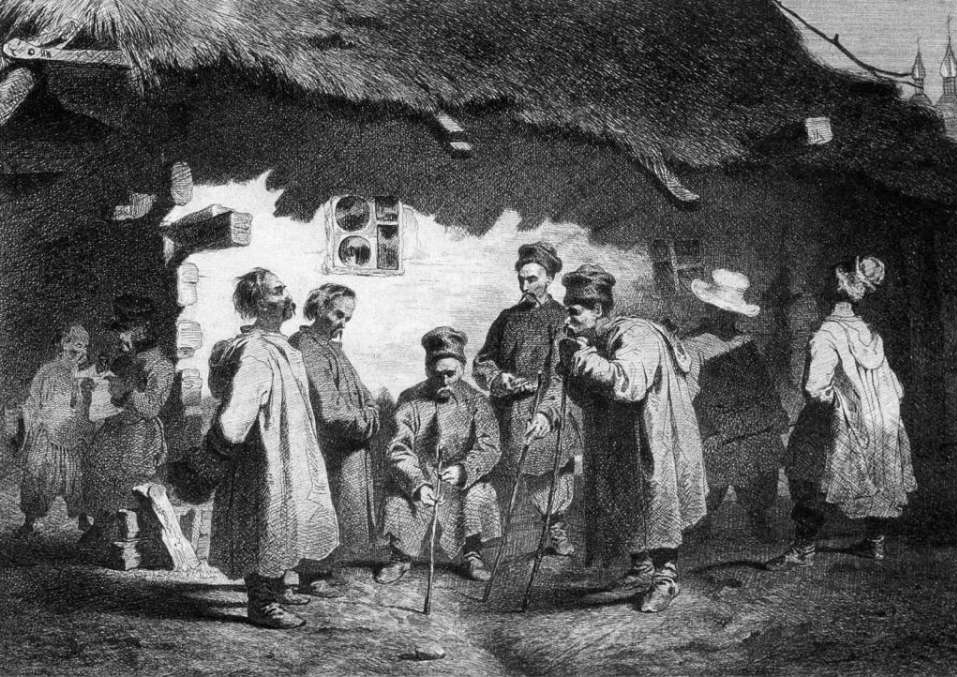
L'Assemblée des Juges
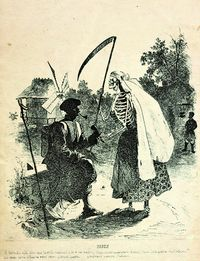
Contes.
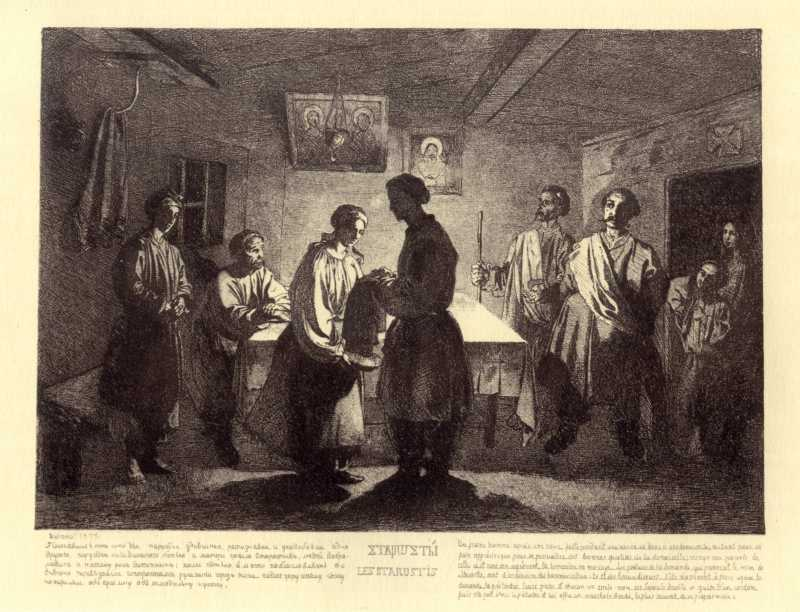
La Vieillesse.
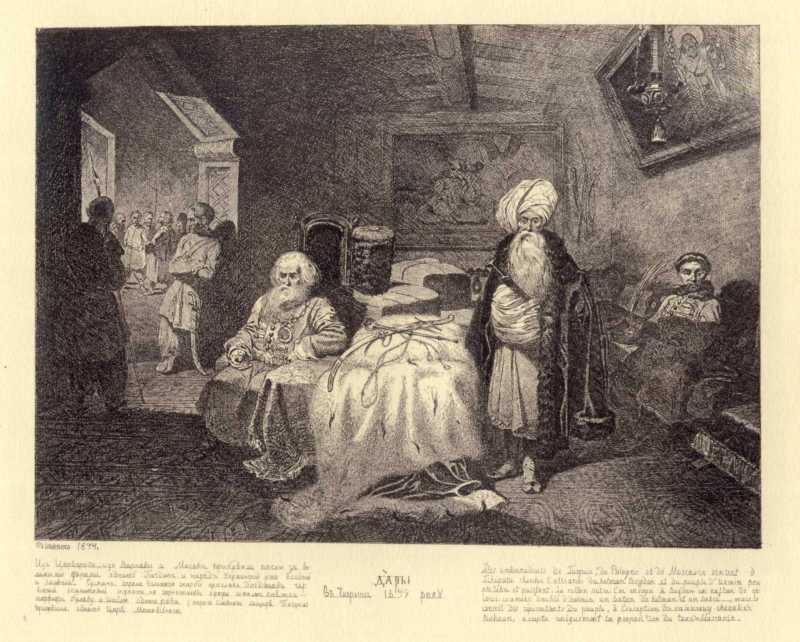
Dons à Tchyhryn, relatant l'ambassade auprès de Ivan Bohun et Bogdan Khmelnitski.